# 에밀 피크
에밀 프레드리크 피크(스웨덴어: Emil Fredrik Pick, 1863년 7월 18일 ~ 1930년 2월 20일)는 스웨덴의 펜싱 선수이다. 그는 1900년 올림픽과 1906년 올림픽에 참가했다.
1900년 대회에서는 예선 탈락했으며 1906년 대회에서도 메달 획득에 실패했다.